# Nurture
Nurture é o segundo álbum de estúdio do músico estadunidense Porter Robinson, lançado em 23 de abril de 2021 na Mom + Pop Music.

## Antecedentes
Robinson disse que, entre 2015 e 2017, os anos que sucederam o lançamento de seu álbum de estreia Worlds, tinha problemas para criar músicas das quais verdadeiramente se orgulhava, pois sofria de depressão.

## Lançamento
Em janeiro de 2020, ele anunciou o álbum e seu primeiro single, "Get Your Wish". O anúncio foi feito junto com um vídeo de 52 segundos que apresentava mensagens enigmáticas e dicas, como datas e coordenadas geográficas. Nurture estava planejado para ser lançado em setembro de 2020, mas foi adiado devido à pandemia de COVID-19. Durante esse tempo extra, Robinson substituiu algumas canções e aumentou o número de canções de onze para quatorze.
Em 18 de dezembro de 2020, Robinson anunciou que o álbum estava completo e que seria lançado "em alguns meses". No dia 12 de abril de 2021, a lista de faixas do álbum foi revelada no Twitter do produtor. O álbum foi lançado em 23 de abril. Em seu evento Secret Sky, realizado no mesmo mês, Robinson tocou canções de Nurture ao vivo.

### Singles
O primeiro single, "Get Your Wish", foi lançado em 29 de janeiro de 2020. O segundo, "Something Comforting", foi lançado em 10 de março. O próximo single foi "Mirror", lançado em 26 de agosto. O quarto single, "Look at the Sky", foi lançado em 27 de janeiro de 2021. O single lançado a seguir foi "Musician" em 3 de março. O sexto e último single, "Unfold", foi lançado em 22 de abril, um dia antes do lançamento do álbum, sendo uma colaboração com a banda Totally Enormous Extinct Dinosaurs.

## Recepção crítica
| Críticas profissionais | Críticas profissionais |
| Pontuações agregadas   | Pontuações agregadas   |
| Fonte                  | Avaliação              |
| ---------------------- | ---------------------- |
| AnyDecentMusic?        | 7.5/10                 |
| Metacritic             | 81/100                 |
| Avaliações da crítica  |                        |
| Fonte                  | Avaliação              |
| The Line of Best Fit   | 9/10                   |
| Clash                  | 8/10                   |
| musicOMH               | [ 18 ]                 |
| NME                    | [ 19 ]                 |
| Slant                  | [ 20 ]                 |
| Pitchfork              | 7.6/10                 |
| Spectrum Culture       | 75%                    |

Em geral, Nurture teve recepção positiva pela crítica especializada. Segundo o agregador de análises Metacritic, o álbum recebeu "aclamação universal", com uma nota de 81 de 100. Sophie Walker da The Line of Best Fit escreveu que, "apesar de Nurture parecer fora de ordem, é um tipo de caos que vem apenas com paixão; um som que Porter Robinson mais do que mereceu o direito de explorar", dando uma nota de 9 de 10.
Josh Crowe, da Clash, em sua análise onde deu uma nota de 8 de 10, escreveu: "O frenesi lírico, quando combinado com instrumentação concorrente, pode, às vezes, parecer muito frenético, mas você não pode culpar os esforços do produtor em criar um corpo de trabalho que carregue mais substância do que um padrão comum."
Ben Devlin, da musicOMH, deu ao álbum 4 de 5 estrelas, escrevendo que "Nurture não é um álbum perfeito — para um lançamento de uma hora, não há muitas variações", mas também disse que Robinson "desenvolveu um nicho que é divertido, vívido e cativante."
Em sua crítica para a Spectrum Culture, Aaron Pasking escreveu que "Nurture é honesto, consistente e focado, melhorando em todos os aspectos em comparação a Worlds. Como qualquer grande segundo álbum, Nurture mostra seu criador desenvolvendo uma personalidade musical única, mas conseguindo mantre as qualidades que os tornaram bem-sucedidos em primeiro lugar."

## Lista de faixas
Todas as faixas escritas e compostas por Porter Robinson, exceto onde notado. 
| Versão padrão  |                                                   |                                                                    |         |  |
| N.º            | Título                                            | Compositor(es)                                                     | Duração |  |
| 1.             | "Lifelike"                                        |                                                                    | 1:35    |  |
| 2.             | "Look at the Sky"                                 |                                                                    | 5:10    |  |
| 3.             | "Get Your Wish"                                   |                                                                    | 3:39    |  |
| 4.             | "Wind Tempos"                                     | Robinson Amy Allen Elliot Jacobson Christopher Leon                | 6:04    |  |
| 5.             | "Musician"                                        | Robinson Sarah Midori Perry Gus Lobban                             | 3:59    |  |
| 6.             | "Do-re-mi-fa-so-la-ti-do"                         |                                                                    | 3:35    |  |
| 7.             | "Mother"                                          |                                                                    | 3:46    |  |
| 8.             | "Dullscythe"                                      |                                                                    | 4:00    |  |
| 9.             | "Sweet Time"                                      |                                                                    | 4:12    |  |
| 10.            | "Mirror"                                          |                                                                    | 5:07    |  |
| 11.            | "Something Comforting"                            |                                                                    | 4:42    |  |
| 12.            | "Blossom"                                         |                                                                    | 3:46    |  |
| 13.            | "Unfold" (com Totally Enormous Extinct Dinosaurs) | Robinson Totally Enormous Extinct Dinosaurs Orlando Higginbottom]] | 4:46    |  |
| 14.            | "Trying to Feel Alive"                            |                                                                    | 4:40    |  |
| Duração total: | Duração total:                                    | Duração total:                                                     | 59:01   |  |

| Faixa bônus da versão japonesa |                                               |                                                                                   |         |  |
| N.º                            | Título                                        | Compositor(es)                                                                    | Duração |  |
| 15.                            | "Fullmoon Lullaby" (com Wednesday Campanella) | Robinson Wednesday Campanella Misaki Koshi Wednesday Campanella Hidefumi Kenmochi | 4:03    |  |
| Duração total:                 | Duração total:                                | Duração total:                                                                    | 63:04   |  |

Notas
- "Look at the Sky" tem participação de Yvette Young na guitarra.[24]
- "Wind Tempos" tem gravações adicionais de Masakatsu Takagi.[25]
- "Musician" tem amostras de "Think (About It)", de Lyn Collins,[18] e "It Takes Two", de Rob Base and DJ E-Z Rock,[26] assim como amostras de uma faixa colaborativa não-lançada de Kero Kero Bonito e Robinson.[27]
- "Do-re-mi-fa-so-la-ti-do", "Dullscythe", e "Fullmoon Lullaby" são estilizdos em caixa baixa.
- Todas as canções foram gravadas nos estúdios In-Da-Mix em Montreal, Canadá.
- "Look At The Sky", "Get Your Wish" and "Something Comforting" foram masterizadas por Zino Mikorey, enquanto as outras (exceto "Fullmoon Lullaby") foram masterizadas por Randy Merrill.

## Desempenho nas paradas musicais
| Parada (2021)                                 | Posição de pico |
| --------------------------------------------- | --------------- |
| Australian Albums (ARIA)                      | 27              |
| Canadá (Billboard)                            | 57              |
| Japan Hot Albums (Billboard Japan)            | 50              |
| Japanese Albums (Oricon)                      | 74              |
| Reino Unido (UK Dance Albums Chart)           | 5               |
| Estados Unidos (Billboard 200)                | 52              |
| Estados Unidos (Billboard Independent Albums) | 6               |
| Estados Unidos (Dance/Electronic Albums)      | 1               |